# طائفة مارتلة

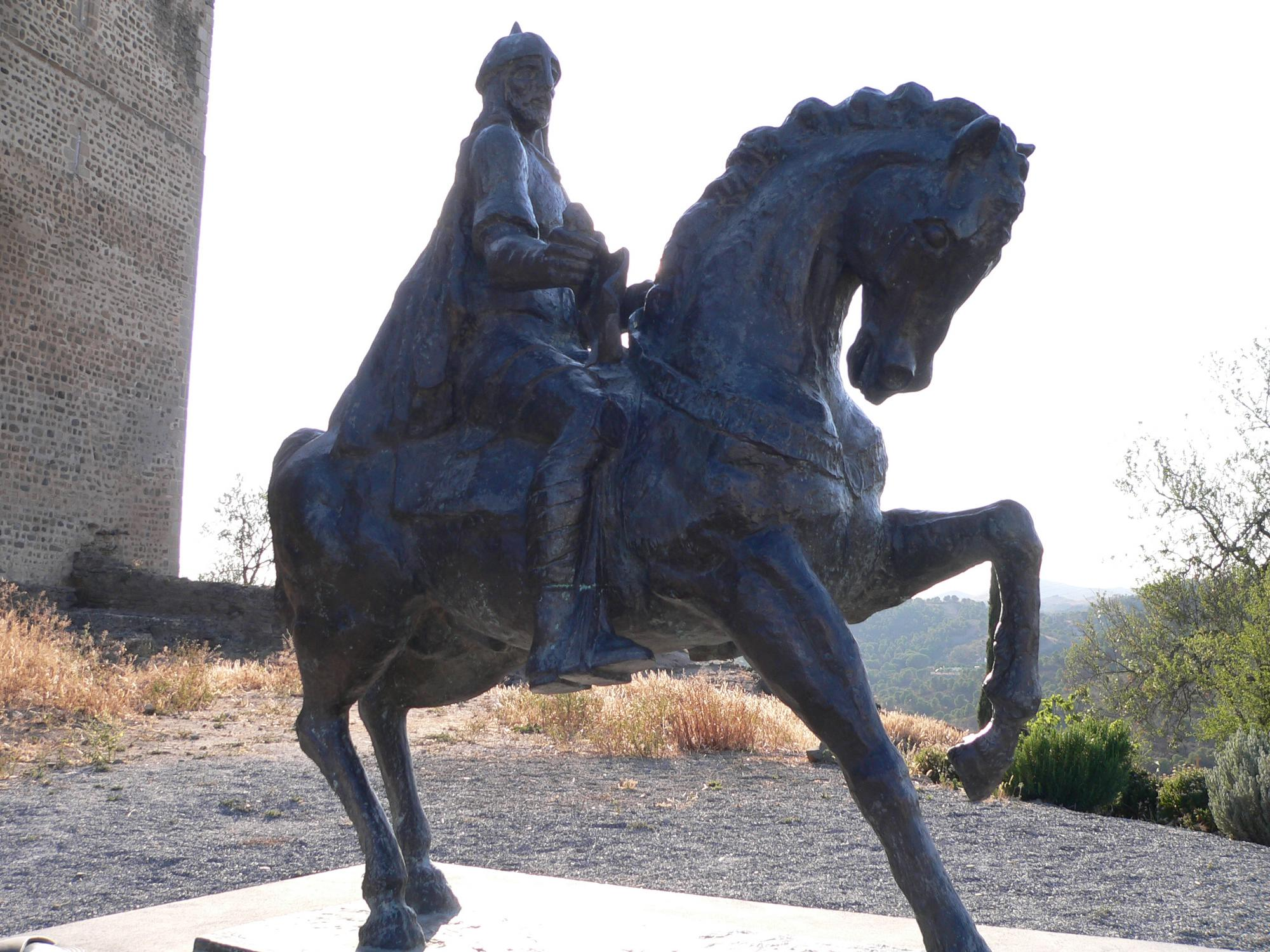
تمثال لابن قاسي (حاكم مارتلة) بجانب قلعة مارتلة.

طائفة مارتلة هي إحدى ممالك الطوائف في فترتها الثانية بين سقوط دولة المرابطين وسيطرة دولة الموحدين على الأندلس في العقد الرابع من القرن الهجري الخامس. تأسست الطائفة على يد المتصوف ابن قسي في جنوب شرقي البرتغال الحالية.